# Ernst Feßmann

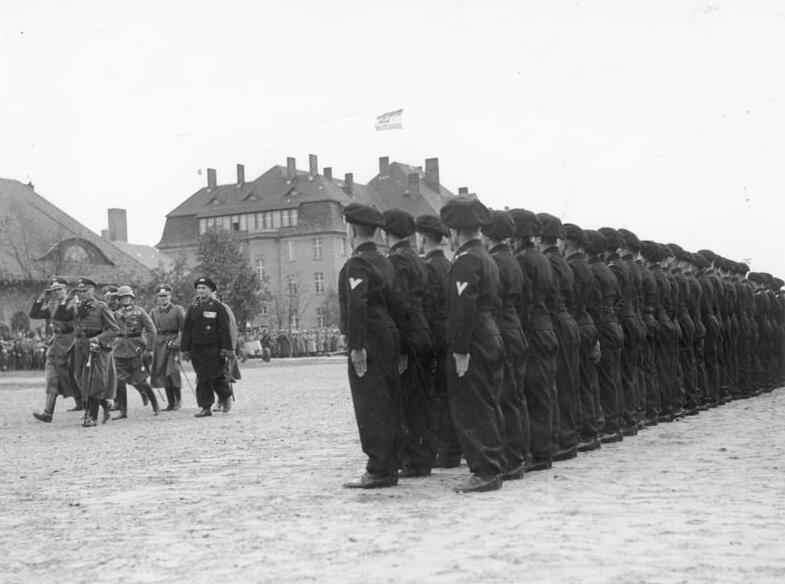
General Fessmann schreitet die Front ab

Ernst Feßmann, auch Fessmann (* 6. Januar 1881 in Pfersee; † 25. Oktober 1962 in Pullach) war ein deutscher General der Panzertruppe im Zweiten Weltkrieg.

## Leben

### Familie
Feßmann war der Sohn eines Fabrikdirektors. Er verheiratete sich mit Emma Freiin von Feury auf Hilling, mit der Feßmann zwei Kinder hatte.

### Bayerische Armee
Feßmann trat nach dem erfolgreichen Abschluss des Realgymnasiums am 15. Juli 1900 als Fahnenjunker in das 2. Chevaulegers-Regiment „Taxis“ der Bayerischen Armee ein. Von März 1901 bis Anfang Februar 1902 war er an die Kriegsschule München kommandiert und wurde im Anschluss zum Leutnant befördert. Ab 1905 fungierte Feßmann als Regimentsadjutant und wurde von Oktober 1908 bis September 1910 zur Equitationsanstalt kommandiert. Von 1911 bis 1914 absolvierte er die Kriegsakademie, die ihm die Qualifikation für die Höhere Adjutantur aussprach. Anschließend folgte seine Beförderung zum Rittmeister und seine Versetzung als Adjutant zur 2. Kavallerie-Brigade.
Mit Ausbruch des Ersten Weltkriegs wurde Feßmann zum Generalkommando des I. Reserve-Korps versetzt, wo er die Funktion des Zweiten Adjutant übernahm. Nach einem schweren Reitunfall, den er am 2. Oktober 1914 erlitten hatte, wurde Feßmann bis Anfang November 1914 in die Heimat überwiesen und nahm erst zum 9. November 1914 wieder seinen Dienst im Generalkommando auf. In diesem verblieb er bis Anfang Dezember 1916. Während seiner dortigen Dienstzeit fungierte Feßmann im Mai 1916 kurzfristig als Führer des III. Bataillons im Reserve-Infanterie-Regiment 1. Vom 3. Dezember 1916 bis Januar 1917 agierte er als Quartiermeister der Gruppe Vincy, wo er ab 14. Dezember 1916, unter Belassung in dieser Stellung, zu den Offizieren in besonderen Stellungen in den Generalstabsdienst versetzt wurde. In der folgenden Zeit vom 20. Januar bis 25. März 1917 diente Feßmann als Quartiermeister im XIV. Reserve-Korps und hatte anschließend bis Mai 1917 den Status eines Generalstabsoffiziers z. b. V. beim Armeeoberkommando 6. Im Anschluss hieran diente er bis 12. Juni 1917 im Generalstab des III. Armee-Korps sowie danach bis zum 20. Juni 1918 im Generalstab des I. Reserve-Korps, in dem er schon bei Kriegsausbruch eingesetzt war. Vom 21. Juni bis 10. Juli 1917 erfolgte Feßmanns Verwendung in der Quartiermeister-Nebenstelle I Lavardes. Am Folgetag, dem 11. Juli 1917 wurde er in den Generalstab der Armeeabteilung A (Reserve) versetzt, wo Feßmann bis zum 12. November 1918 verblieb. Einen Tag zuvor war der Krieg zu Ende gegangen, in dem er neben dem Eisernen Kreuz II. und I. Klasse auch mit dem Militärverdienstorden IV. Klasse mit Schwertern ausgezeichnet wurde.

### Weimarer Republik
Am 13. November 1918 wurde Feßmann in die Armee-Abteilung des Ministeriums für militärische Angelegenheiten versetzt, wo er bis Ende September 1919 zunächst als Referent und ab April 1919 als Verbindungsoffizier zur Gruppe Augsburg fungierte. Zum 1. Oktober 1919 folgte seine Übernahme in die Vorläufige Reichswehr und die Versetzung als Adjutant zum Reichswehr-Gruppenkommando 4, welches dem Reichswehrministerium unterstand und nur militärische Aufgaben erfüllte. Am 10. April 1920 erfolgte Feßmanns Versetzung in die 1. Kavallerie-Division, in der er als Adjutant bis Ende September des gleichen Jahres verblieb. Dann diente er bis Anfang März 1921 im Stab des Wehrkreiskommandos VII mit Sitz in München. Nach einer Verwendung als Stabsoffizier im Stab der 7. (Bayerische) Kraftfahr-Abteilung, die vom 5. März 1921 bis 8. Juli 1922 andauerte, kam Feßmann am 9. Juli 1922 in das Reichswehrministerium nach Berlin und war dort bis Ende Januar 1924 als Referent tätig.
Im Februar 1924 erfolgte seine Rückversetzung zur 7. (Bayerische) Kraftfahr-Abteilung, wo er am 1. März 1924 zum Kommandeur ernannt wurde. Diese Stellung hielt Feßmann bis zum 20. Juni 1926. Am Tag danach erfolgte seine Abkommandierung zum 17. (Bayerisches) Reiter-Regiment, in welchem er bis Ende März 1930 diente. Feßmann wurde dann in den Stab der 5. Division versetzt, von wo er für wenige Tage zum 14. Reiter-Regiment kommandiert wurde. Bereits am 9. April 1930 wurde Feßmann zum Fürsorgeoffizier der Standortkommandantur Schleswig ernannt, dessen Aufgaben er bis Ende September des gleichen Jahres erfüllte. In den nächsten zwölf Monaten diente Feßmann im 2. (Preußisches) Artillerie-Regiment, wo er im Kraftfahr-Lehrstab eingesetzt war. Am 1. November 1931 erfolgte seine Versetzung in die 4. Fahr-Abteilung nach Dresden, wo er bis Ende Juli 1934 Kommandeur des dortigen Kraftfahr-Lehrstabes war. Zum 1. August 1934 wurde Feßmann zum Kommandeur der 1. Kampfwagen-Brigade (Kraftfahr-Lehrstab) ernannt.

### Wehrmacht
Zum 15. Oktober 1935 wurde Feßmann zum Kommandeur der 3. Panzer-Division ernannt. Am 30. September 1937 wurde er in den Ruhestand verabschiedet. Das Kommando über die Division übernahm Generalleutnant Leo Geyr von Schweppenburg.
Bereits einen Tag später wurde Feßmann zur Verfügung des Heeres gestellt, kam jedoch erst im Zuge der Allgemeinen Mobilmachung am 26. August 1939 mit der Ernennung zum Kommandeur der 267. Infanterie-Division zu einer Verwendung.
Nach Ausbruch des Zweiten Weltkriegs war die Division mit Sicherungsaufgaben an der Grenze zu Frankreich betraut. Im Westfeldzug im Frühjahr 1940 führte Feßmann die Division über Belgien bis Avalon und lag dann mit dieser bis Mai 1941 als Besatzungsmacht an der Kanalküste. Anschließend wurde die Division nach Osten verlegt, wo sie nach Beginn des Unternehmens Barbarossa im Bereich der Heeresgruppe Mitte eingesetzt wurde. Allerdings gab Feßmann bereits am 16. Juni 1941 das Kommando der Division an Generalmajor Friedrich-Karl von Wachter ab und trat in die Führerreserve ein. In dieser wurden am 31. Mai 1942 Feßmanns Mobilmachungsbestimmungen und Ende April 1943 die Zurverfügungstellung aufgehoben. Am 30. April 1943 schied Feßmann aus dem Wehrdienst aus.
Nach dem Krieg war Feßmann vom 5. Juni bis 30. September 1945 in sowjetischer Kriegsgefangenschaft.